# Jareninski Vrh
Jareninski Vrh je naselje v Občini Pesnica.